# Música en la noche
Música en la noche és una pel·lícula musical mexicana dirigida el 1956 per Tito Davison i estrenada el 31 de maig de 1958. Entre els protagonistes hi havia la bailaora de flamenc Carmen Amaya.

## Argument
Una trama mínima sobre l'organització d'un fastuós espectacle és el pretext per a exhibir una successió de números musicals amb els artistes mexicans més destacats del moment juntament amb artistes internacionals, com l'espanyola Carmen Amaya.

## Repartiment
- Miguel Aceves Mejía
- Amalia Aguilar
- Eduardo Alcaraz
- Carmen Amaya
- Alfonso Arau
- Luis Arcaraz
- Nono Arsu
- Lola Beltrán
- Bobby Capó
- Sergio Corona
- Katherine Dunham

## Nominacions
Va participar en la selecció oficial del Festival Internacional de Cinema de Sant Sebastià 1956.